# Mukaserera
Mukaserera är ett vattendrag i Burundi.   Det ligger i provinsen Ruyigi, i den östra delen av landet, 130 km öster om huvudstaden Bujumbura.
Omgivningarna runt Mukaserera är en mosaik av jordbruksmark och naturlig växtlighet. Runt Mukaserera är det ganska tätbefolkat, med 155 invånare per kvadratkilometer.